# Stylogomphus suzukii
Stylogomphus suzukii är en trollsländeart som först beskrevs av Matsumura 1926.  Stylogomphus suzukii ingår i släktet Stylogomphus och familjen flodtrollsländor. IUCN kategoriserar arten globalt som livskraftig. Inga underarter finns listade i Catalogue of Life.